# 陈林 (解放军)
陈林（1959年—），湖北均县人，汉族，中华人民共和国政治人物、第十一届全国人民代表大会解放军代表。
毕业于石家庄军械学院弹药工程专业，是中共党员。担任成都军区高等专科学校电教中心主任。2008年起担任全国人大代表。